# Ciabatta

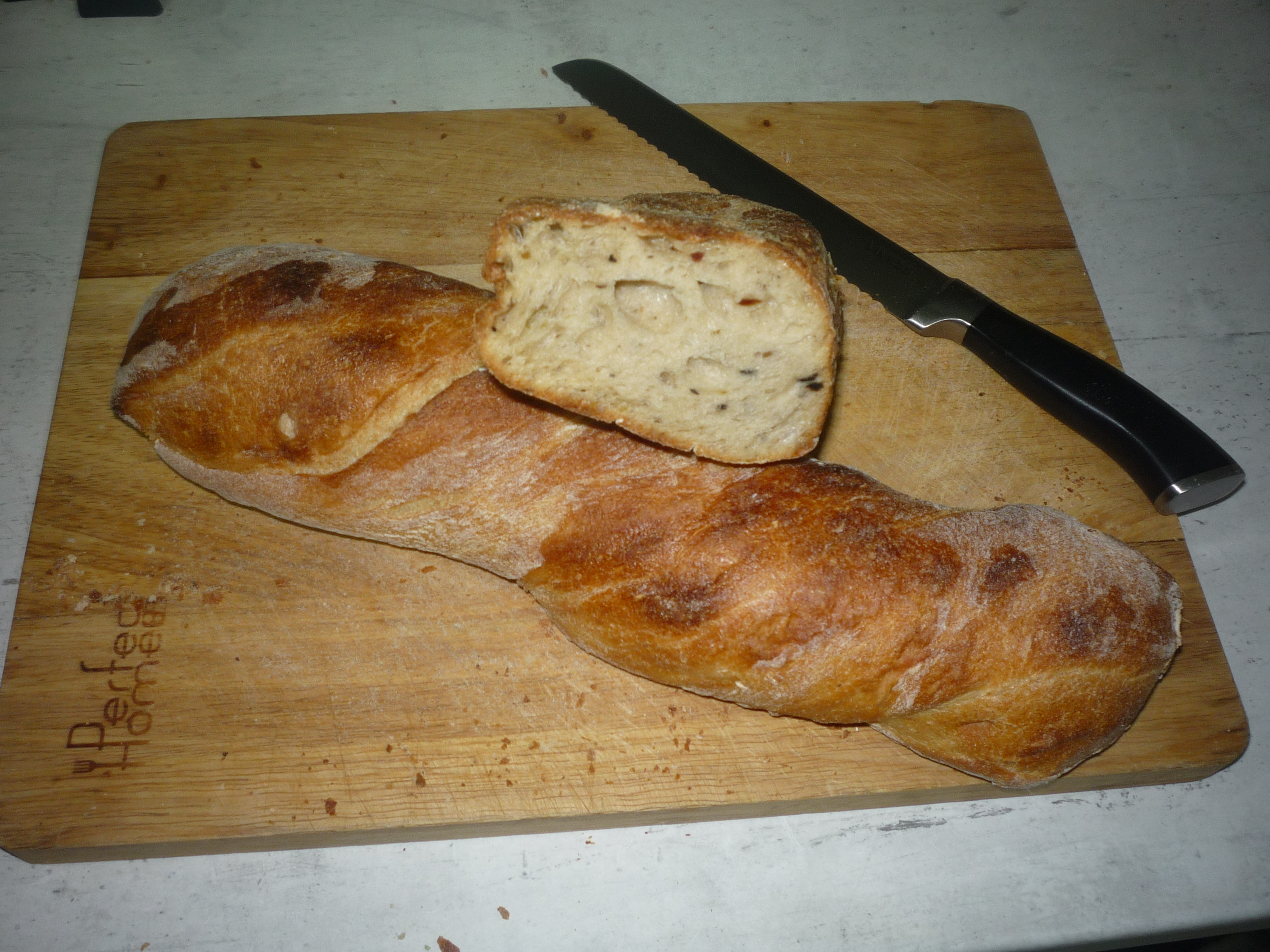
Ciabatta.

La ciabatta (prononcé /tʃia.ba.ta/ ou /ʃa.ba.ta/) (« savate » en italien) est un pain blanc originaire d'Italie, dont l'une des principales particularités est à la fois un taux d'hydratation élevé (jusqu'à 70 %) et la présence d'huile d'olive parmi les ingrédients qui le composent (3 à 5 %).
Ce type de pain est souvent utilisé comme pain à sandwich.

## Histoire
La ciabatta est une création récente. Elle est l’œuvre d'Arnaldo Cavallari, un pilote automobile qui, en 1982, abandonne la course pour se consacrer au moulin familial, à Adria, près de Rovigo en Vénétie.
À l'époque, l'Italie importe des baguettes de France pour faire des sandwichs. Sentant son business menacé, Cavallari décide de fabriquer un pain qui ressemblerait à la baguette française. Il étudie les aptitudes fermentaires d'un nouveau type de farine très riche en gluten et met au point des recettes permettant de tirer profit de la qualité des blés sélectionnés. C'est de ces expérimentations qu'est née la ciabatta.

## Description
La ciabatta est un pain croquant avec une mie bien alvéolée. Elle est préparée à partir d'une pâte au taux d'humidité supérieur aux autres pains et avec de l'huile d'olive (ou de l'huile de grignons d'olive, un sous-produit du processus d'extraction de l'huile), du sel et de la levure ou levain.